# Trends in Analytical Chemistry
Trends in Analytical Chemistry, скорочено Trends Anal. Chem. або TRAC (укр. Тенденції в аналітичній хімії) —  науковий журнал, який видає Elsevier, журнал є частиною групи журналів Trends. Перше видання вийшло в 1981 році. Наразі журнал містить одинадцять номерів на рік. Публікуються оглядові статті, які стосуються актуальних питань аналітичної хімії.
Імпакт-фактор у 2019 році становив 9,801.  Відповідно до статистики ISI Web of Knowledge, у 2014 році журнал посів друге місце серед 74 журналів у категорії Аналітична хімія.